# Harby, Nottinghamshire
Harby är en ort och civil parish i Storbritannien.   Den ligger i grevskapet Nottinghamshire och riksdelen England, i den sydöstra delen av landet, 190 km norr om huvudstaden London. Harby ligger 11 meter över havet och antalet invånare är 250.
Terrängen runt Harby är mycket platt. Runt Harby är det ganska tätbefolkat, med 108 invånare per kvadratkilometer. Närmaste större samhälle är Lincoln, 9,7 km öster om Harby. Trakten runt Harby består till största delen av jordbruksmark.